# Ernest Železni
Ernest Železni, (s polnim nazivom Ernest Habsburški, vojvoda Notranje Avstrije; nemško Ernst der Eiserne), * 1377, † 10. junij 1424, habsburški politik in vladar.
Ernest Železni iz Štajerske (Leopoldinske) rodbine  Habsburžanov je vladal Štajerski, Koroški in Kranjski (s skupnim imenom Notranja Avstrija) od leta 1406 do svoje smrti. Bil je glava družine od 1411 do 1424. 

## Življenje
Ernest je bil rojen v Bruck an der Muru na Štajerskem, kot tretji sin Leopolda III.. Po smrti svojega očeta v Bitki pri Sempachu leta 1386, je bil njegov skrbnik Albreht III. Habsburški. Leta 1401 je spremljal nemškega kralja Ruperta na njegovem pohodu v Italijo. Po smrti njunega najstarejšega brata Viljema leta 1406 so se preostali trije bratje dogovorili o delitvi dediščine. Po ločeni pogodbi iz leta 1406 je Ernest dobil Štajersko, Koroško in Kranjsko in skupaj s svojim starejšim bratom vojvodom Leopoldom IV. (glavo Leopoldinske rodbine), skrbništvo nad mladim Albrehtom V., avstrijskim vojvodom. Leta 1407 je prišlo do spora med Leopoldom in Ernestom, ki je prerasel v vojno, ki je trajala do maja 1409. V sporu med vojvodoma je bil za razsodnika izbran Herman II., ki je na Dunaju zbral oba, kjer so podpisali nov dogovor. Vendar pa se je spor nadaljeval, Leopold se je povezal z Albrehtom in najmlajšim bratom Friderikom. Ernest je oblikoval svoje zavezništvo z gospodarji Passaua, grofom Hermanom II. Celjskim, grofom Friderikom Ortenburškim, salzburškim nadškofom Eberhardom, z vojvodom Heinrichom Bavarskim, z ogrskim kraljem Sigismundom ter z močno plemiško partijo v Avstriji pod vodstvom bratov Reinprechta in Friedrika iz Wallseeja.  
Leta 1411, ko je Leopold umrl brez naslednika, je Ernest postal nesporna glava Leopoldinske rodbine. Leta 1414 je bil kot poslednji koroški vojvoda ustoličen na Gosposvetskem polju po tradicionalnem načinu  ustoličenja koroških vojvod. Od takrat se je sam imenoval nadvojvoda. Bil je prvi Habsburžan, ki je dejansko uporabljal ta naslov, ki ga je uvedel Rudolf IV..
Ernest je bil član Zmajevega reda, ki ga je ustanovil Sigismund Luksemburški, pozneje sveti rimski cesar. Vendar se je po letu 1412 postavil proti njemu na stran svojega brata Friderika IV. (vladarja Tirolske), ki ga je cesar leta 1417 odstavil. Ernest je najprej poskusil pridobiti Friderikove posesti zase, potem pa se je z bratom dogovoril, da sta skupno uspešno obranila Tirolsko pred cesarjevim apetitom. 
Leta 1423 je Ernest izročil Hermanu II. listino iż leta 1308, po kateri so imeli Celjski od Habsburžanov v fevdu svojo prej alodialno posest. S tem se je odpovedal fevdnemu gospostvu nad Celjskimi. V zameno je moral Herman izročiti kar 14 posestev.
Ernest je umrl v Bruck an der Muru in je pokopan v cisterjanskem samostanu Rein. Njegov vzdevek železni se je pričel uporabljati šele po njegovi smrti.

## Družina in potomci
Ernest se je leta 1392 prvič poročil z Margareto Pomeransko, ki je bila hči  Bogoslava V. in njegove druge žene Adelheide Braunschweig-Grubenhagen. Bila sta brez otrok. 
Druga Ernestova žena (od 1412) je bila Cimburgis Mazoviecka, s katero sta imela devet otrok:
- Friderik V. (21. september 1415 – 19. avgust 1493)
- Margareta (1416 – 12. februar 1486), poročena (1431) z volilnim knezom  Friderikom II.
- Albreht VI. (18. december 1418 – 2. december 1463)
- Aleksander (umrl 1420)
- Rudolf (umrl pred 1424)
- Katarina (1424 – 11. september 1493), poročena (1447) z mejnim grofom Karel I.
- Leopold (umrl po 1424)
- Ana (umrla 1429)
- Ernest II. (umrl 1432)

Ernest je, kot vladar Notranje Avstrije in kot ustanovitelj starejše Štajerske rodbine Habsburžanov, ki je po svojem sinu Frideriku V. preživela albertinsko-avstrijsko in Tirolsko rodbino, postal predhodnik vseh kasnejših habsburških cesarjev.